# Loek Feijen
Loek Feijen (Den Haag, 13 oktober 1930 – Kufstein, 4 mei 2013) was een Nederlandse voetballer.
Feijen speelde vanaf juni 1951 bij Limburgia waar hij bij zijn officieuze debuut tegen Verviétois het winnende doelpunt maakte.
Medio 1956 maakte hij een transfer naar BVC Amsterdam, waar hij in twee seizoenen 46 wedstrijden speelde en 12 goals wist te scoren.
Bij aanvang van het seizoen 1958/'59 maakte Feijen een transfer naar Vitesse voor 15.000 gulden.
Hij speelde tot en met 1962 voor Vitesse waar hij in drie van de vier seizoenen clubtopscorer werd, met 15 doelpunten in 1958/'59, 17 doelpunten in het daaropvolgende seizoen en twaalf doelpunten in het seizoen daarna. Met een totaal van 49 doelpunten staat Loek in de top achttien van Vitesse topscorers aller tijden.
Hij trouwde tot twee keer toe met een Oostenrijkse, maar bleef in Nederland wonen. In Oostenrijk werd wel een huis gebouwd, voor vakantie en voor de toekomst. Hij kreeg vijf kinderen uit zijn eerste huwelijk en een zoon en dochter van zijn tweede vrouw. Pas toen de kinderen het huis uit waren vertrok hij met zijn vrouw voorgoed naar Söll.
Begin 2013 is hij opgenomen in het ziekenhuis van Kufstein, waar hij in mei dat jaar overleed op 82-jarige leeftijd.

## Carrièrestatistieken
| Seizoen         | Club            | Land            | Competitie                   | Competitie | Competitie | Beker | Beker | Internationaal | Internationaal | Overig | Overig | Totaal | Totaal |
| Seizoen         | Club            | Land            | Competitie                   | Wed.       | Dlp.       | Wed.  | Dlp.  | Wed.           | Dlp.           | Wed.   | Dlp.   | Wed.   | Dlp.   |
| --------------- | --------------- | --------------- | ---------------------------- | ---------- | ---------- | ----- | ----- | -------------- | -------------- | ------ | ------ | ------ | ------ |
| 1954/55         | Limburgia       | Nederland       | Eerste klasse C (Afgebroken) | –          | 6          | –     | –     | –              | –              | 0      | 0      | –      | 6      |
| 1954/55         | Limburgia       | Nederland       | Eerste klasse C              | –          | 15         | –     | –     | –              | –              | 0      | 0      | –      | 15     |
| 1955/56         | Limburgia       | Nederland       | Hoofdklasse A                | –          | 15         | –     | –     | –              | –              | 0      | 0      | –      | 15     |
| 1956/57         | BVC Amsterdam   | Nederland       | Eredivisie                   | –          | –          | –     | 2     | –              | –              | 0      | 0      | –      | –      |
| 1957/58         | BVC Amsterdam   | Nederland       | Eredivisie                   | –          | –          | –     | 0     | –              | –              | 0      | 0      | –      | –      |
| 1958/59         | Vitesse         | Nederland       | Eerste divisie B             | –          | 15         | –     | 0     | –              | –              | 0      | 0      | –      | 15     |
| 1959/60         | Vitesse         | Nederland       | Eerste divisie A             | –          | 17         | –     | –     | –              | –              | 0      | 0      | –      | 17     |
| 1960/61         | Vitesse         | Nederland       | Eerste divisie A             | –          | 12         | –     | 1     | –              | –              | 0      | 0      | –      | 13     |
| 1961/62         | Vitesse         | Nederland       | Eerste divisie A             | –          | 0          | –     | 0     | –              | –              | 0      | 0      | –      | 0      |
| Carrière totaal | Carrière totaal | Carrière totaal | Carrière totaal              | –          | 82         | –     | 3     | 0              | 0              | 0      | 0      | –      | 85     |